# کانسورت، آلبرتا
کانسورت، آلبرتا (به انگلیسی: Consort, Alberta) یک منطقهٔ مسکونی در کانادا است که در آلبرتا واقع شده‌است. کانسورت ۷۲۹ نفر جمعیت دارد و ۷۴۰ متر بالاتر از سطح دریا واقع شده‌است.